# Lex Titia
Lex Titia е римски закон от 27 ноември, 43 пр.н.е., който дава правото на триумвирата да управлява за период от 5 години. В случая е създаден за да формализира и легализира Втория триумвират на Октавиан, Марк Антоний и Емилий Лепид (Първият триумвират е „извън закона“).